# دوئل (مجموعه تلویزیونی)
دوئل (کره‌ای: 듀얼؛ انگلیسی: Duel) یک مجموعه تلویزیونی محصول کره جنوبی در سال ۲۰۱۷ با بازی جونگ جه یونگ، یانگ سه جونگ، کیم جونگ اون و سو اون سو است. این مجموعه از ۳ ژوئن تا ۲۳ ژوئیه ۲۰۱۷، روزهای شنبه و یکشنبه ساعت ۲۲:۰۰ (کی‌اس‌تی) از اوسی‌ان برای ۱۶ قسمت پخش شد.